# Hiperbola
Hiperbola, kosatica je ena izmed stožnic. Njeno ime izvira iz grške besede υπερβολή, ki naj bi pomenilo pretiravanje - nekaj odveč.
Hiperbola je geometrično mesto točk ravnine, za katere je stalna razlika razdalj  od dveh danih točk (gorišči hiperbole). Hiperbola je ena od stožnic in je sestavljena iz dveh vej.
V algebri je hiperbola krivulja z enačbo:
{\displaystyle ax^{2}+bxy+cy^{2}+dx+ey+f=0\!\,,}
kjer je {\displaystyle b^{2}-4ac>0}.
Prepoznavni elementi hiperbole so:
- Gorišči: dve dani točki
- Vrhova: preseki goriščne osi z vejama hiperbole
- Glavna os je 2a: razdalja med vrhovoma hiperbole
- Stranska os je 2b: razdalja med preseki asimptote z vzporednico skozi vrh h koordinatni osi.
- Asimptoti = dve sekajoči se premici katerim se veji hipebole vedno bolj približata, a nikoli ne dotikata.

## Hiperbola s središčem v izhodišču koordinatnega sistema in z glavno osjo na abscisni osi ali na ordinatni osi
Enačbi:
{\displaystyle {\frac {\left(x\right)^{2}}{a^{2}}}-{\frac {\left(y\right)^{2}}{b^{2}}}=1\!\,,}
kjer a je glavna polos in je b stranska polos.
{\displaystyle {\frac {\left(x\right)^{2}}{a^{2}}}-{\frac {\left(y\right)^{2}}{b^{2}}}=-1\!\,,}
kjer b je glavna polos in je a stranska polos.
Izsrednost hiperbole je definirana kot:
{\displaystyle e:={\sqrt {1+{\frac {b^{2}}{a^{2}}}}}\!\,.}
Poseben tip hiperbol:
- Enakostranična hiperbola, kjer glavna os je enaka stranski osi (2a=2b) in ima enačbo:

{\displaystyle x^{2}-y^{2}=\pm a^{2}\!\,.}
- Enačba xy=k predstavlja enakostranično hiperbolo glede na osi.